# August Mommsen
Johann August Wilhelm Mommsen, född 25 juli 1821 i Oldesloe, död 18 juni 1913 i Hamburg, var en tysk historiker. Han var bror till Theodor och Tycho Mommsen.
Mommsen var från 1864 konrektor vid gymnasiet i Schleswig och känd genom avhandlingar över tideräkningen hos de klassiska folken.